# Sarnonico
Sarnonico és un municipi italià, dins de la província de Trento. L'any 2007 tenia 724 habitants. Limita amb els municipis d'Eppan an der Weinstraße, Brez, Kaltern an der Weinstraße (BZ), Cavareno, Dambel, Fondo, Malosco, Romeno, Ronzone i Ruffrè.

## Administració
| Període | Identitat    | Partit        |
| ------- | ------------ | ------------- |
| 2005-   | Sandro Abram | Llista cívica |